# Hyperolius pustulifer
Hyperolius pustulifer és una espècie de granota de la família dels hiperòlids que viu a la República Democràtica del Congo i, possiblement també, a Burundi.